# Xu Yan
Xu Yan, född den 14 november 1981 i Peking, Kina, är en kinesisk judoutövare.
Hon tog OS-brons i damernas lättvikt i samband med de olympiska judotävlingarna 2008 i Peking.